# Ernest Rademacher
Ernest Rademacher (od 1948 r. Karol Rodak) (ur. 1 lipca 1922 w Świętochłowicach, zm. ?) – polski bokser.
Karierę pięściarską rozpoczynał w 1937 roku, w rodzinnym mieście w klubie IKB Świętochłowice. Wybuch drugiej wojny światowej spowodował zahamowanie rozwoju sportowego zawodnika. Po zakończeniu działań wojennych karierę wznowił w klubie Zryw Świętochłowice, w którym pozostał do zakończenia kariery w 1955 roku. Startując w mistrzostwach Polski, wywalczył dwukrotnie mistrzostwo w 1947 i 1948 roku, w kategorii lekkiej. W latach 1947 – 1948, czterokrotnie wystąpił w reprezentacji Polski, odnosząc 2 zwycięstwa i 2 pojedynki przegrywając. Walcząc w ringu stoczył 287 walk, z czego 256 wygrał, 9 zremisował i 22 przegrał. Po zakończeniu kariery został trenerem w klubie Carbo Gliwice.